# Asociación biológica
La asociación biológica es la reproducción de dos animales de igual ecología que se utiliza para describir los organismos vivos de un ecosistema, es decir, la comunidad. 
Las asociaciones son el resultado del trabajo de campo y la posterior elaboración de tablas de  estadística. Como un muestreo es representativo de una asociación, cuanto mayor sea el número de inventarios realizados, mejor se definirá la asociación. Así, una asociación será una descripción de parte del ecosistema, pero que estará supeditada al tipo de muestreo y al trabajo estadístico realizado. Este concepto surgió al estudiar las comunidades vegetales, de tal forma que una asociación vegetal son todas las poblaciones vegetales con una similar composición de especies, puesto que algunas de ellas se encuentran de forma regular en dichas poblaciones. Los nombres de las asociaciones se forman añadiendo -etum a un género. Por ejemplo, Fagetum sylvaticae hace referencia a un hayedo. Para los autores americanos este concepto se utiliza para agrupar varias asociaciones elementales y, por tanto, hace referencia a un nivel superior.
- Datos: Q5708996